# Antonia Derval
Antonia Derval, née Antonia Marie France Carle, aussi connue sous le pseudonyme Antonia d'Obigny de Ferrière, est née à Marseille le 25 août 1895, et morte dans le 16e arrondissement de Paris le 19 décembre 1986.

## Biographie
Antonia Marie-France Carle s'est mariée le 8 janvier 1935 avec Paul Derval, directeur des Folies Bergère. 
Après le décès de Paul Derval, elle a repris la direction du théâtre des Folies Bergère avec l'aide de Michel Gyarmathy (Balassagyarmat, 1908-Paris, 1996), et a vendu les Folies Bergère à Hélène Martini en août 1974.
Elle est inhumée au cimetière de Montmartre sous le nom de Mme Paul Derval.